# Erwin Busta
Erwin Julius Busta (* 12. April 1905 in Leoben; † 27. Dezember 1982 in München) war ein österreichischer SS-Hauptscharführer und Lagerführer im Außenlager Peenemünde bei der Heeresversuchsanstalt Peenemünde und leitender Aufseher in der Stollenanlage des Kohnsteins beim KZ Mittelbau.

## Leben
Busta arbeitete nach Beendigung seiner neunjährigen Schulzeit als Maurer und Zimmerer. Ab 1930 war er zeitweise mit Gelegenheitsarbeiten beschäftigt. Zum 21. September 1929 trat er der NSDAP bei (Mitgliedsnummer 116.181), schon 1928 war er in die SA eingetreten, wechselte aber zum 9. November 1930 zur SS (SS-Nummer 6.884). Infolge des NSDAP-Verbots in Österreich siedelte Busta im Juli 1933 nach Deutschland über und schloss sich in Bayern der  Österreichischen Legion an, wo er eine polizeiliche Ausbildung erhielt. Busta war im KZ Esterwegen von 1934 bis zur Auflösung des Lagers Angehöriger der Wachmannschaft. Im April 1936 wurde er ins KZ Dachau versetzt, wo er den Arrestbereich leitete. November 1937 wurde er zum Hauptscharführer befördert. Im Sommer 1942 wurde er in das KZ Sachsenhausen versetzt und von dort im folgenden Jahr als Lagerführer in das KZ-Außenlager Peenemünde. Von Herbst 1943 bis zum April 1945 war Busta im Arbeitslager Dora, dem ab Oktober selbstständigen KZ Mittelbau, als Blockführer eingesetzt. Im Mittelwerk war er Aufseher in der Stollenanlage des Kohnsteins.
Unter den dort arbeitenden Häftlingen war Busta, der aufgrund seiner Kopfform von den Häftlingen als „Pferdekopf“ bezeichnet wurde, als brutaler Schläger gefürchtet. Unter Busta wurden im Mittelwerk auch Exekutionen von Häftlingen durch Erhängungen vorgenommen.
Nach Kriegsende tauchte Busta inkognito unter und wechselte zwischen Deutschland und Österreich mehrfach seinen Aufenthaltsort. Im Essener Dora-Prozess, der am 17. November 1967 begann, war Busta gemeinsam mit Helmut Bischoff dem ehemaligen KDS des Sperrgebiets Mittelbau sowie dessen früheren Mitarbeiters Ernst Sander angeklagt.  Von Zeugen wurde Busta aufgrund seiner im KZ Mittelbau begangenen Verbrechen schwer belastet. Busta hatte Häftlinge schwer misshandelt und soll eigenhändig Häftlinge totgeschlagen haben. Am 8. Mai 1970 wurde Busta im Essener Dora-Prozess zu achteinhalb Jahren Haft verurteilt. Er erhielt jedoch Haftverschonung.